# SCC Mohammédia
El SCC Mohammédia es un equipo de fútbol de Marruecos que milita en la Botola Pro, la liga de fútbol más importante en el país.

## Historia
Fue fundado en el año 1948 en la ciudad de Mohammédia, al sur del país y han sido campeones de la GNF 1, la máxima categoría de fútbol en el país en 1 ocasión en 1980, y también han sido campeones de copa en 2 ocasiones en 2 finales jugadas, aunque estuvo en otra final, la cual no se jugó. 
A nivel internacional han participado en 1 torneo continental, la Copa CAF 1997, en la cual fueron eliminados en la segunda ronda por el Jasper United de Nigeria.
En 2025 se convirtió en el tercer equipo del mundo con la racha más larga de partidos sin poder ganar, con un total de 40 partidos consecutivos sin conocer la victoria, quedando por detrás del FC Chernomorets Burgas de Bulgaria, con 43 partidos seguidos sin ganar, y del club Tiburones Rojos de Veracruz de México con 41, ambos clubes ya desaparecidos.

## Palmarés
- GNF 1: 1

1979/80
- Copa del Trono: 2

1972, 1975
- - Finalista: 1

1979
- Recopa Magreb: 1

1972/73
- - Finalista: 1

1974/75

## Participación en competiciones de la CAF
| Temporada | Torneo   | Ronda | Club          | Casa | Visita | Global      |
| --------- | -------- | ----- | ------------- | ---- | ------ | ----------- |
| 1997      | Copa CAF | 1     | Horoya AC     | 2-1  | 0-0    | 2-1         |
| 1997      | Copa CAF | 2     | Jasper United | 2-0  | 0-2    | 2-2 (3-4 p) |